# Hauknes
Hauknes este o localitate din comuna Rana, provincia Nordland, Norvegia, cu o suprafață de 1,14 km² și o populație de 2.087 locuitori (2013).